# اولین سیرز
اِوِلین سیِرز (انگلیسی: Evelyn Sears; ۹ مارس ۱۸۷۵ – ۱۰ نوامبر ۱۹۶۶) تنیس‌باز اهل ایالات متحده آمریکا بود.
وی در سال ۱۹۰۷ قهرمان بخش انفرادی تنیس آزاد آمریکا و در سال ۱۹۰۸ قهرمان بخش دو نفره تنیس آزاد آمریکا به همراه مارگارت کورتیس شد.